# Guglielmo Micheli
Guglielmo Micheli, född 12 oktober 1866 i Livorno, Italien, död 7 september 1926 i Livorno, italiensk målare. Han var elev till Giovanni Fattori och lärare till Amedeo Modigliani och Gino Romiti.